# San Miguel Ixitlán
San Miguel Ixitlán là một đô thị thuộc bang Puebla, México. Năm 2005, dân số của đô thị này là 574 người.